# Söraby distrikt
Söraby distrikt är ett distrikt i Växjö kommun och Kronobergs län. Distriktet ligger norr om Växjö. 

## Tidigare administrativ tillhörighet
Distriktet inrättades 2016 och utgörs av socknen Söraby i Växjö kommun.
Området motsvarar den omfattning Söraby församling hade 1999/2000.